# Ecdyonurus bellieri
Ecdyonurus bellieri is een haft uit de familie Heptageniidae. De wetenschappelijke naam van de soort is voor het eerst geldig gepubliceerd in 1860 door Hagen.
De soort komt voor in het Palearctisch gebied.